# Begonia alvarezii
Espèce
Begonia alvarezii est une espèce de plantes de la famille des Begoniaceae. Ce bégonia est originaire des Philippines. L'espèce fait partie de la section Diploclinium. Elle a été décrite en 1911 par Elmer Drew Merrill (1876-1956). L'épithète spécifique alvarezii signifie « d'Alvarez » en hommage à R. J. Alvarez, récolteur de plantes aux Philippines et auquel a été dédiée aussi l'espèce Diospyros alvarezii Merr.

## Répartition géographique
Cette espèce est originaire du pays suivant : Philippines.